# Lee Ze-ha
Pour les articles homonymes, voir Lee.
Yi Je-ha (en hangeul 이제하) est un écrivain, poète, et peintre sud-coréen. 

## Biographie
Yi Je-ha est né en 1937 à Miryang dans le Gyeongsangnam-do. Il a étudié les beaux-arts et la sculpture à l'université Hongik. Il est notamment influencé par des écrivains comme Faulkner ou Camus, et se situe proche de courants proches comme l'expressionnisme et le surréalisme. Il a également enseigné l'écriture créative à l'université Myongji. Il a fait ses débuts dans le monde littéraire en 1961 avec la publication de son roman Les mains (Son).

## Œuvre
L'Institut coréen de traduction littéraire décrit son œuvre de la manière suivante : 
Le style littéraire de Yi Je-ha a été décrit comme un "réalisme fantastique" : plutôt que d'abonder dans le sens de la cohérence et de la raison, il cherche à percer les mystères de la pensée humaine par le surréalisme et des schémas narratifs complexes. Il affirme ainsi que les modes de narration traditionnels peuvent transcrire une certaine réalité mais en dissimulent bien d'autres en ne traitant que ce qui émerge dans le ressenti des hommes. Pour lui, les extravagances et la réalité de ce monde n'engendrent pas uniquement des contradictions, au demeurant inhérentes à la condition humaine, mais offrent en elles-mêmes une sortie possible en direction de l'épanouissement.
En 1974, il remporte le Prix de littérature contemporaine (Hyundae Munhak) pour Régime végétal (Chosik). Son récit Un voyageur ne se repose pas sur la route non plus (Nageuneneun gireseodo swiji anneunda) remporte le prix Yi Sang en 1985. En plus de ses travaux d'écrivain, il travaille sur d'autres formes artistiques, notamment l'écriture de scénario pour le cinéma, la musique de film et il réalise des expositions de ses propres créations plastiques.